# Amanita Design
Amanita Design s.r.o. – niezależne czeskie przedsiębiorstwo produkujące gry komputerowe, założone w 2003 roku przez Jakuba Dvorský’ego. Firma stworzyła kilka gier, które wygrały nagrodę Webby Award, a także edukacyjne i reklamujące minigry i animacje, wszystkie w technologii Adobe Flash. Do jej klientów należą BBC, Nike i The Polyphonic Spree. W 2009 roku Amanita Design wydała grę Machinarium, która przyniosła twórcom nagrodę „Excellence in Visual Art” na Independent Games Festival.

## Wyprodukowane gry
| Tytuł                  | Rok wydania | Platformy                                                           | Opis                                                              |
| ---------------------- | ----------- | ------------------------------------------------------------------- | ----------------------------------------------------------------- |
| Samorost               | 2003        | przeglądarka, Windows, macOS, Android, iOS                          | gra przygodowa typu wskaż i kliknij                               |
| Rocketman              | 2004        | przeglądarka                                                        | krótka gra dla Nike                                               |
| The Quest for the Rest | 2004        | przeglądarka                                                        | krótka gra dla zespołu The Polyphonic Spree                       |
| Samorost 2             | 2005        | przeglądarka, Windows, macOS, Android, iOS                          | druga gra z serii Samorost                                        |
| Questionaut            | 2008        | przeglądarka                                                        | krótka gra edukacyjna dla BBC                                     |
| Shy Dwarf              | 2009        | przeglądarka                                                        | krótka gra przeglądarkowa                                         |
| Machinarium            | 2009        | Windows, iOS, PS3, PS Vita, PS4, Android, Nintendo Switch, Xbox One | pierwsza komercyjna gra                                           |
| Botanicula             | 2012        | Windows, macOS, iOS, Linux, Android                                 | druga komercyjna gra                                              |
| Samorost 3             | 2016        | Windows, macOS, iOS, Android                                        | trzecia gra z serii Samorost i trzecia komercyjna gra             |
| Chuchel                | 2018        | Windows, macOS, iOS, Android                                        | komediowa gra przygodowa                                          |
| Pilgrims               | 2019        | iOS, Windows, macOS, Linux                                          | gra przygodowa                                                    |
| Creaks                 | 2020        | Windows, macOS, PlayStation 4, Xbox One, Nintendo Switch            | logiczna gra przygodowa                                           |
| Happy Game             | 2021        | Windows, macOS, Nintendo Switch                                     | przygodowa gra grozy                                              |
| Phonopolis             | –           | Windows                                                             | gra przygodowa z oprawą graficzną w technice animacji poklatkowej |